# Solanum ultimum
Solanum ultimum är en potatisväxtart som beskrevs av Anthony R. Bean. Solanum ultimum ingår i släktet skattor som ingår i familjen potatisväxter. Inga underarter finns listade i Catalogue of Life.